# Cerkev Matere Usmiljenja, Maribor
Cerkev Matere Usmiljenja ali tudi Kapucinska cerkev v Mariboru, je nekdanja samostanska cerkev, ki je stala na mestu današnje frančiškanske bazilike Matere Usmiljenja.
Vhod je imela iz zahodne - mestne strani. V cerkvi je visela slika grofa Jakoba Khisla, mariborskega gospoda in ustanovitelja kapucinskega samostana med letoma 1613 in 1617, ki je umrl leta 1637. Cerkev so konec 19. stoletja podrli in na njenem mestu zgradili današnjo frančiškansko cerkev. Na mestu današnjega kapucinskega samostana so leta 1834 zgradili konvent redemptoritov, ki ga je s treh strani obdajal čudovit vrt. V sredini notranjega dvorišča se je nahajal globok vodnjak. Zid okoli vrta je bil vzidan nagrobni kamen Mariana iz Dravograda in patra Izidorja iz Celovca, ki sta 3. septembra 1680 umrla za kugo. Nasproti samostana so leta 1833 pod polkovnikom Neugembauerjem uredili promenado, ki so jo obdajali temni jesni. Ob promenadi so bile postavljene klopi za sprehajalce. Urejen je bil tako imenovani glasbeni prostor, kjer je igrala garnizonska kapela 47. mariborskega pešpolka. Nasproti Tapeinerjeve pivovarne (danes stavba Modne hiše) se je nahajalo lepo poslopje iz leta 1832 z elegantno dvorano, v katerem je bil med letoma 1844 in 1846 glavni železniški urad. Poleg hiše je bil pivniški vrt, ki je bil še posebej poleti priljubljeno zbirališče Mariborčanov. Na vrtu so leta 1841 zgradili lep salon, ki ga je s freskami poslikal slikar Reiter. Vojaška bolnišnica je bila zaradi svoje lege v čudovitem vrtu ena najprijaznejših stavb v predmestju. Dvonadstropna stavba je bila nekoč last cistercijanskega samostana v Vetrinju. V nekdanji hišni kapeli je bila lekarna, v prvem nadstropju so bile v obeh krilih bolniške sobe. V pritličju je bil prostor za stražo in za dežurnega stražnika.